# PGC 145472
LEDA/PGC 145472 ist eine Galaxie im Sternbild Eridanus am Südsternhimmel. Sie ist schätzungsweise 228 Millionen Lichtjahre von der Milchstraße entfernt. Im selben Himmelsareal befinden sich u. a. die Galaxien NGC 1285, NGC 1286, NGC 1303.